# Hainich
Hainich is een natuurerfgoedgebied in de Duitse deelstaat Thüringen. Het ligt in de kernzone van het Nationaal Park Hainich en maakt deel uit van UNESCO's werelderfgoedinschrijving Oude en voorhistorische beukenbossen van de Karpaten en andere regio's van Europa. Hainich is een van de best bewaarde oude beukenbossen van Duitsland. Het gebied wordt beschermd sinds de oprichting van het Nationaal Park Hainich op 31 december 1997.

## Flora en fauna
De bossen in Hainich bestaan vooral uit oude beukenbossen, waarin het parelgras-beukenbos (Melico-Fagetum) het meest voorkomende verbond is. De matig vochtige, kruidenrijke bossen op kalksteen staan vooral bekend om hun botanische rijkdom in het voorjaar. Verspreid door het parelgras-beukenbos bedekken daslook (Allium ursinum) en bosbingelkruid (Mercurialis perennis) de bodem. Op de vochtige oostelijke en noordelijke hellingen worden veel varens aangetroffen. Op lössbodems staan vooral verbonden van gierstgras-beukenbossen (Milio-Fagetum). Op meerdere zuidwaarts gerichte hellingen worden essen-esdoornbestanden gevonden. In totaal worden 812 vaatplanten, 221 mossen, 134 korstmossen en 1.646 schimmels aangetroffen in Hainich. Een van de zeldzaamste planten in het gebied is de elsbes (Sorbus torminalis). In de bossen zijn zeldzame diersoorten vastgesteld als Europese wilde kat (Felis silvestris), Bechsteins vleermuis (Myotis bechsteinii), mopsvleermuis (Barbastella barbastellus), middelste bonte specht (Dendrocopos medius) en grijskopspecht (Picus canus). Ook is de Euraziatische lynx (Lynx lynx) in Hainich gesignaleerd.

## Galerij

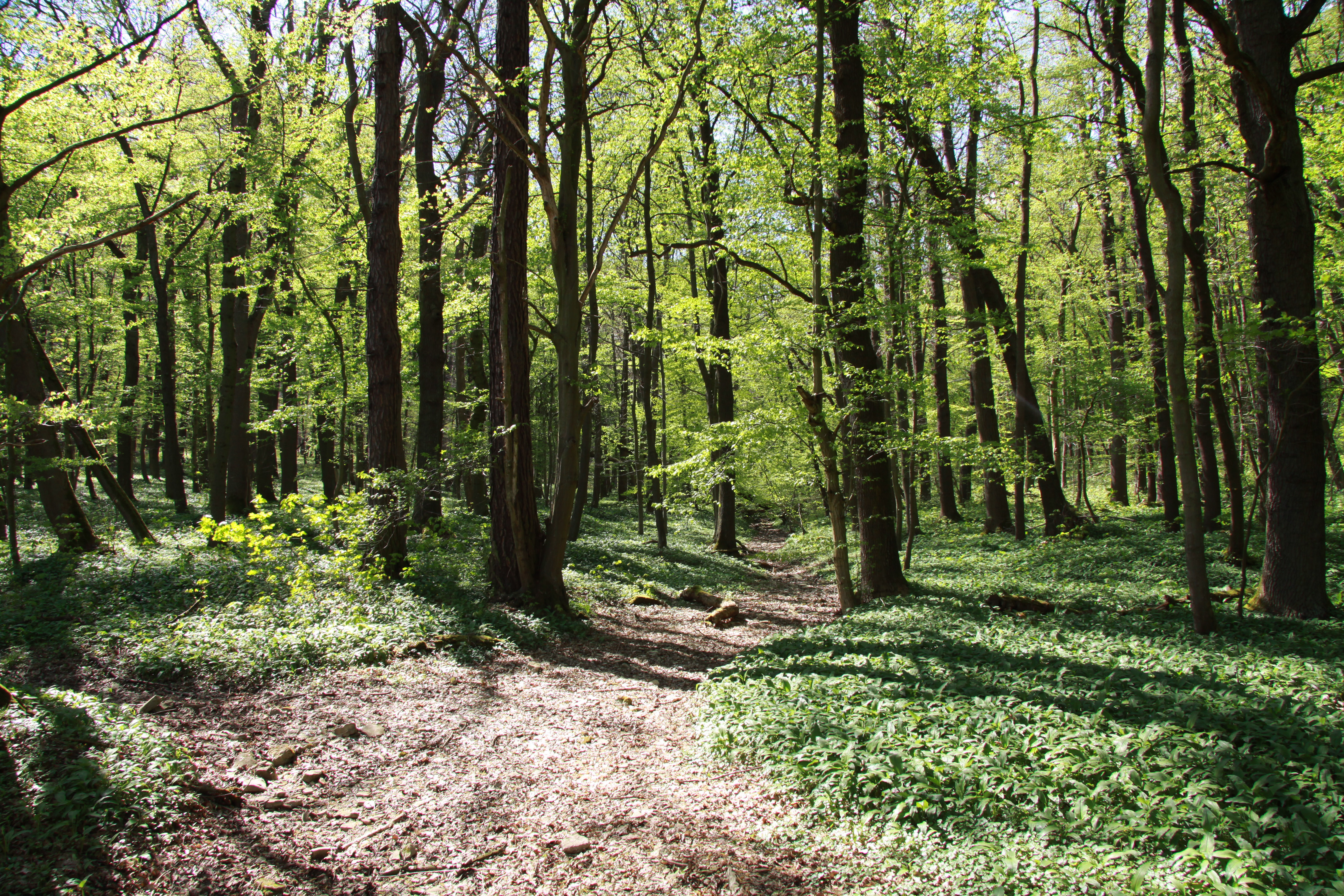
Beukenbos met ondergroei van daslook (Allium ursinum).
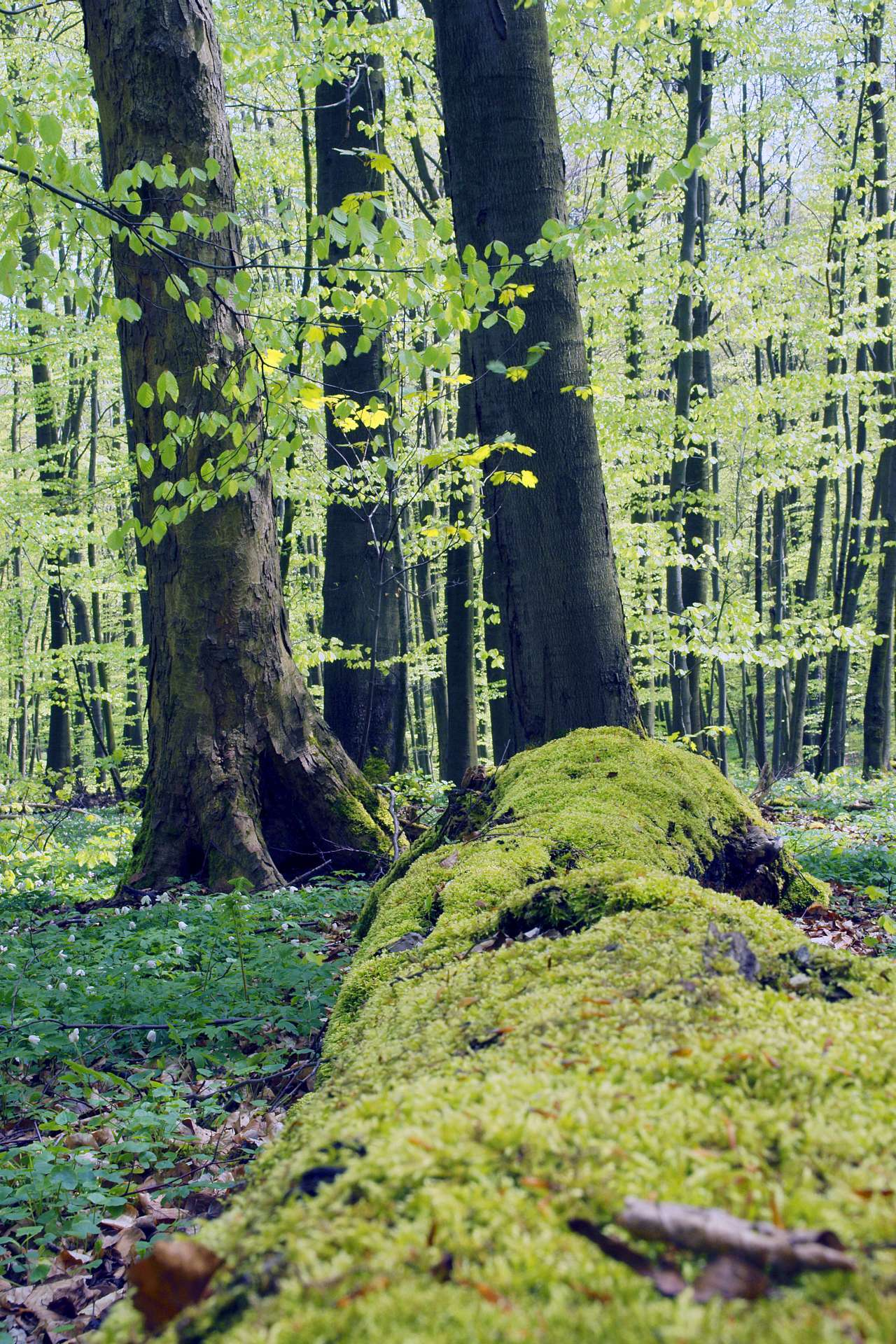
Verrottende boomstam.
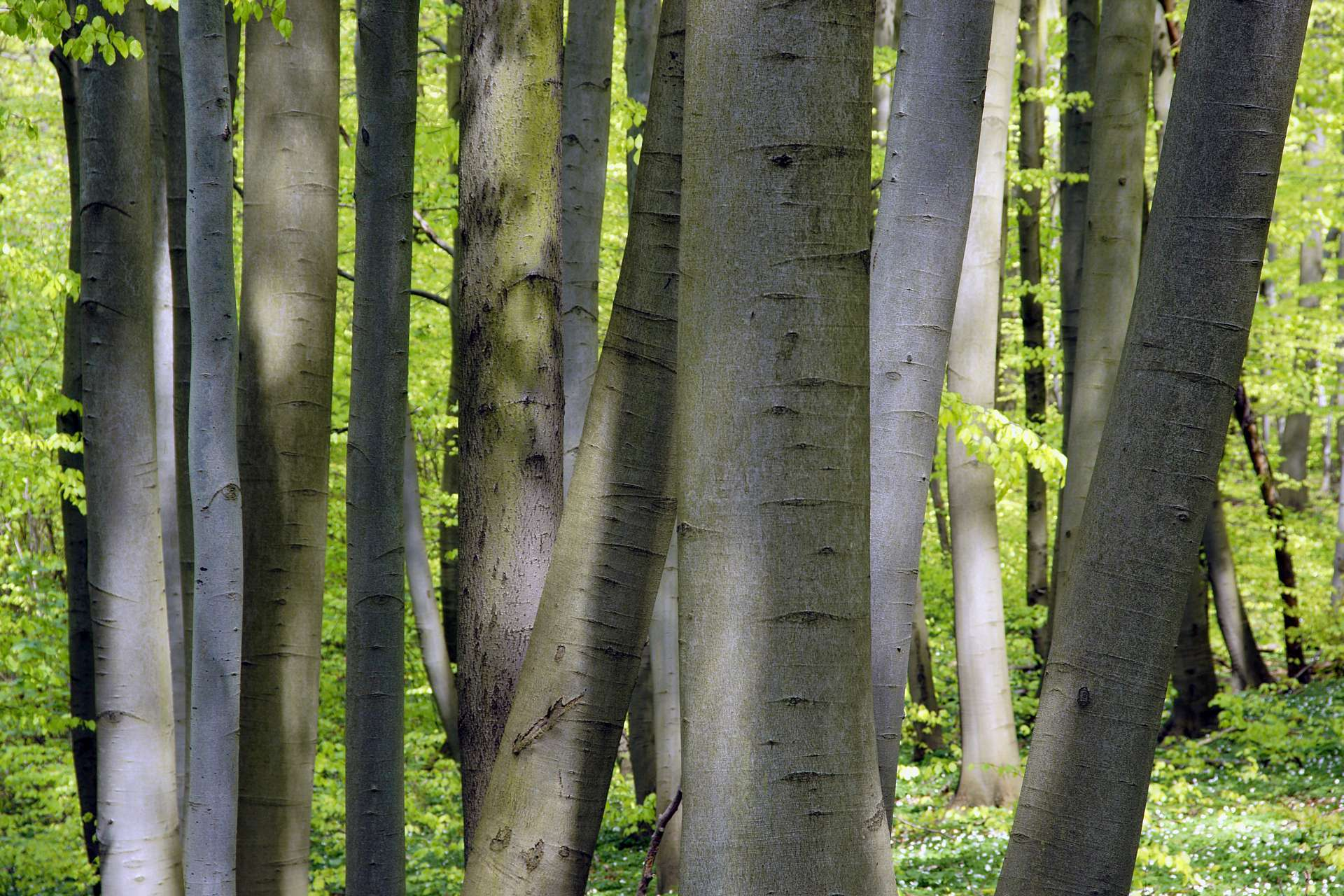
Beukenstammen.
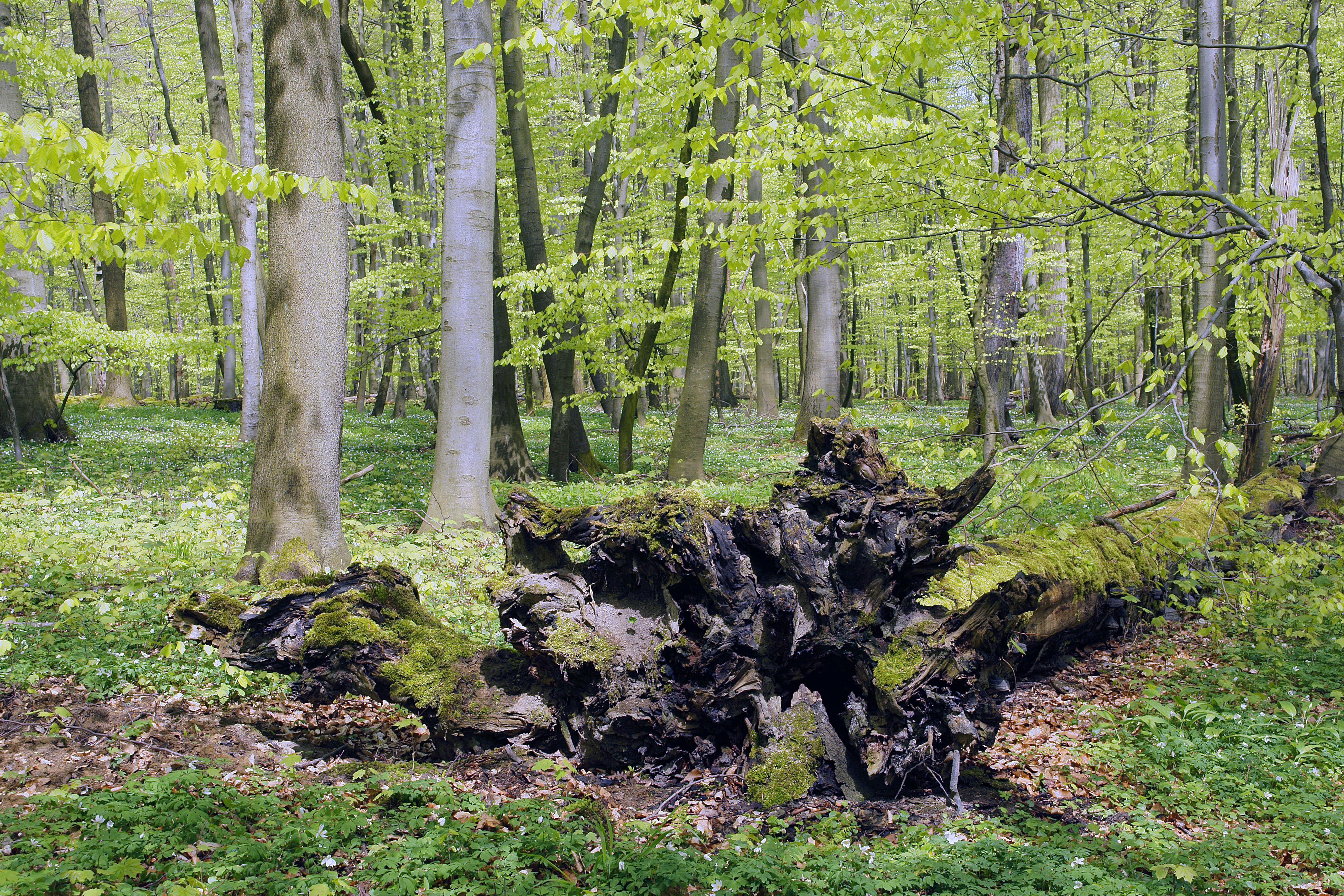
Omgevallen boom op de bosbodem.
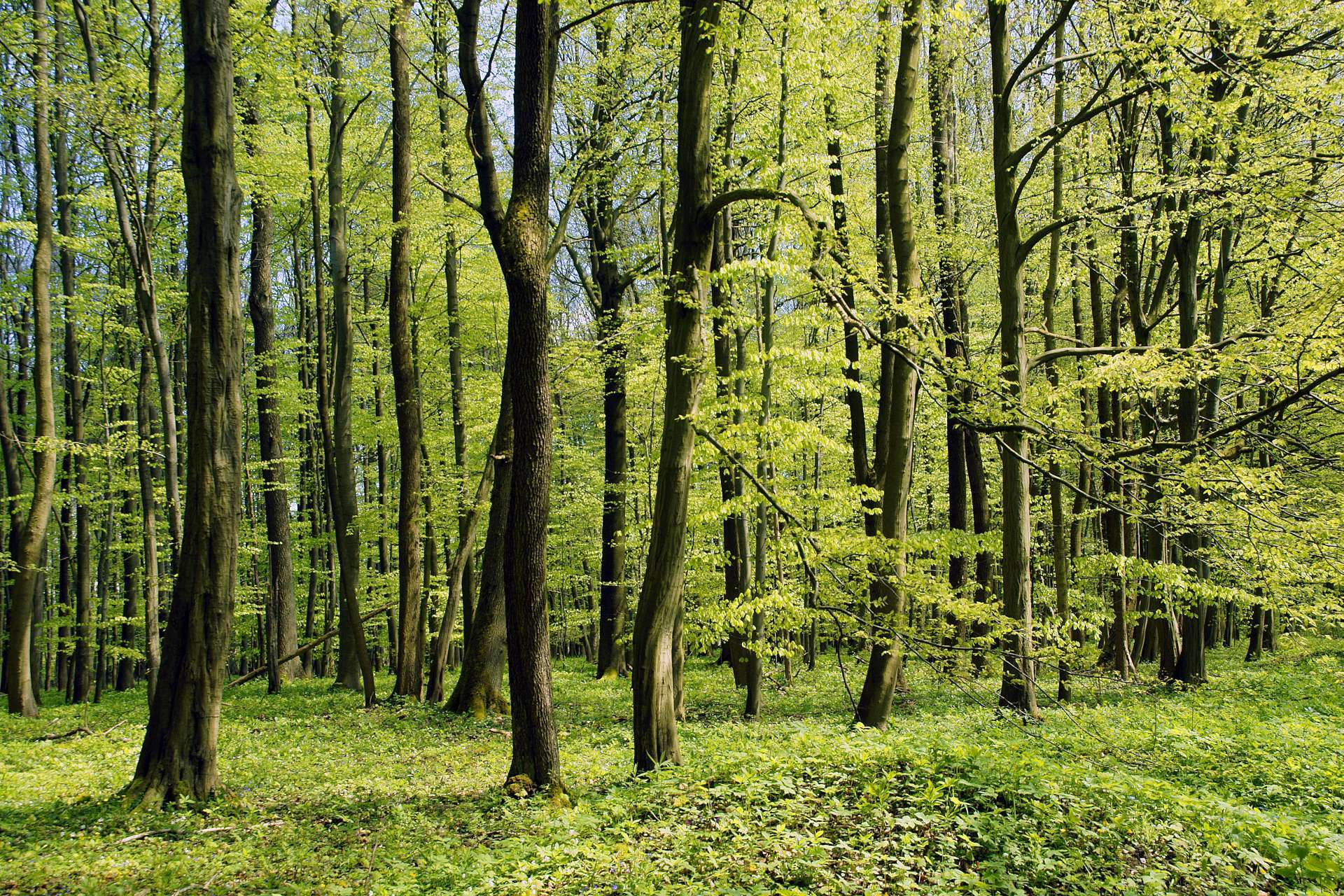
Voorjaar in het beukenbos.

- Gemeinsame Normdatei: 4410040-1
- Virtual International Authority File: 243169542

Dom van Aken · Abdij en Altenmünster van Lorsch · Slot Augustusburg en slot Falkenlust in Brühl · Bamberg · Bauhaus en zijn sites in Weimar, Dessau en Bernau · Klassiek Weimar · Fagusfabriek · Rammelsbergmijnen en historische stad Goslar · Dom van Keulen · Hanzestad Lübeck · Luthergedenkplaatsen in Eisleben en Wittenberg · Abdij van Maulbronn · Groeve Messel · Fürst-Pückler-Park Bad Muskau · Kloostereiland Reichenau · Museuminsel in Berlijn · Parklandschap Dessau-Wörlitz · Stiftskerk, kasteel en historisch centrum van Quedlinburg · Bedevaartskerk van Wies · Historisch centrum van Regensburg met Stadtamhof · Romeinse monumenten, Dom en Onze-Lieve-Vrouwekerk in Trier · Oude en voorhistorische beukenbossen van de Karpaten en andere regio's van Europa · Paleizen en parken van Potsdam en Berlijn · Michaeliskirche en Dom van Hildesheim · Dom van Speyer · Historisch centrum van Stralsund en Wismar · Stadhuis en Rolandstandbeeld van Bremen · Grenzen van het Romeinse Rijk: Opper-Germaans-Raetische limes · Bovenloop van het Midden-Rijndal · IJzersmelterij van Völklingen · Kasteel Wartburg · Residentie van Würzburg · Kolenmijn en industriecomplex Zeche Zollverein in Essen · Modernistische woonwijken in Berlijn · Waddenzee · Prehistorische paalwoningen in de Alpen · Markgrafelijk Operahuis in Bayreuth · Bergpark Wilhelmshöhe · Karolingisch westwerk en Civitas Corvey · Speicherstadt en het Kontorhausviertel met het Chilehaus in Hamburg · Architecturaal werk van Le Corbusier (Weißenhofsiedlung) · Grotten en kunst uit de ijstijd in de Zwabische Jura · Archeologisch grenslandschap van Hedeby en de Danevirke · Dom van Naumburg ·  Mijnstreek Erzgebirge/Krušnohoří · Waterbeheersysteem van Augsburg · Historische kuuroorden van Europa (Bad Ems, Baden-Baden en Bad Kissingen) · Mathildenhöhe Darmstadt · Grenzen van het Romeinse Rijk - De Neder-Germaanse limes · ShUM-sites van Speyer, Worms en Mainz · Grenzen van het Romeinse Rijk - De Donaulimes (Westelijk gedeelte)  · Joods-middeleeuws erfgoed van Erfurt · Complex van de residentie van Schwerin · Moravische kerknederzettingen (Herrnhut)